# Récords de velocidad en bicicleta
Los récords de velocidad en bicicleta a nivel mundial se basan en la máxima velocidad lograda sobre una bicicleta. La siguiente tabla muestra los récords actuales en varias categorías del ciclismo.
| Nombre                 | Año  | Velocidad                  | Tipo de récord/categoría |
| ---------------------- | ---- | -------------------------- | --- |
| Bruce Bursford         | 1996 | 334,6 km/h (207,9 mph)     | Superficie plana (en interior), medio fondo tras motocicleta virtual o "motor-paced vitual" (Pedaleando sobre rodillos de bicicleta después de ser "remolcado" a 100 mph). |
| Denise Mueller-Korenek | 2018 | 296.009 km/h (183.932 mph) | Superficie plana (en exterior), motor-paced racing. |
| Fred Rompelberg        | 1995 | 268,831 km/h (167 mph)     | Superficie plana (en exterior), motor-paced racing, hombres. |
| Éric Barone            | 2017 | 227,72 km/h (141,5 mph)    | Descenso sobre nieve (en exterior), sin ritmo, en un prototipo de bicicleta.                                                                                               |
| Éric Barone            | 2015 | 223,3 km/h (138,8 mph)     | Descenso sobre nieve (en exterior), sin ritmo, en un prototipo de bicicleta.                                                                                               |
| Éric Barone            | 2000 | 222,22 km/h (138,1 mph)    | Descenso sobre nieve (en exterior), sin ritmo, en un prototipo de bicicleta.                                                                                               |
| Markus Stöckl          | 2007 | 210,4 km/h (130,7 mph)     | Descenso sobre nieve (en exterior), sin ritmo, en un prototipo de bicicleta.                                                                                               |
| Markus Stöckl          | 2017 | 167,6 km/h (104,1 mph)     | Descenso de un volcán (en exterior), sin ritmo, en un prototipo de bicicleta.                                                                                              |
| Todd Reichert          | 2016 | 144,17 km/h (89,6 mph)     | Ligero descenso (-0.6% grados) (en exterior), en una bicicleta reclinada, sin ritmo.                                                                                       |
| Ilona Peltier          | 2019 | 126,52 km/h (78,6 mph)     | Ligero descenso (-0.6% grados) (en exterior), en una bicicleta reclinada, sin ritmo.                                                                                       |